# متیل‌کلروایزوتیازولینون
متیل‌کلروایزوتیازولینون (به انگلیسی: Methylchloroisothiazolinone) یک ترکیب شیمیایی با شناسه پاب‌کم ۳۳۳۴۴ است. شکل ظاهری این ترکیب، مایع بی‌رنگ است.